# Guillaume Lo-A-Njoe

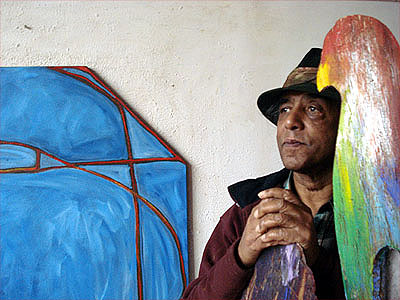
Guillaume Lo-A-Njoe, Amsterdam, 2008

Guillaume Theodoor Lo-A-Njoe (Amsterdam, 25 juni 1937) is een Nederlandse beeldend kunstenaar. Zijn werk bestaat vooral uit schilderijen, meestal olieverf op doek, maar ook uit gouaches, houten beelden en objecten en zeefdrukken. Hij is van Surinaamse komaf. Geïnspireerd door kunstenaars van CoBrA ontwikkelde Lo-A-Njoe een stijl, die daarop aansluit en zich kenmerkt door een krachtig en kleurrijk palet. Zijn stijl is verwant aan het expressionisme en wordt tot de post-Cobra gerekend. Deze stroming is geïnspireerd op het werk van Oskar Kokoschka en Marc Chagall. Lo-A-Njoe is ermee verdergegaan, met een eigen signatuur, waarin abstracte en figuratieve elementen naast elkaar voorkomen.

## Levensloop
Lo-A-Njoes ouders verhuisden in 1936 vanuit Suriname naar Amsterdam. Een jaar later werd Guillaume daar geboren. Hij ziet zichzelf niet als een Nederlandse of Surinaamse, maar als een internationaal beeldend kunstenaar, met wortels in Nederland, Suriname, India en China. Lo-A-Njoe beschouwt zichzelf als grotendeels autodidact maar genoot van 1953 tot 1958 wel kunstonderwijs op het Instituut voor Kunstnijverheidsonderwijs in Amsterdam, een van de voorlopers van de Gerrit Rietveld Academie. In 1959 ontving hij de Koninklijke Subsidie voor de Schilderkunst en had hij zijn eerste tentoonstelling in Café Eijlders aan het Leidseplein te Amsterdam. In de jaren zestig en zeventig ondernam hij studiereizen naar onder andere India, Marokko, Mexico en het Caraïbisch gebied. In 2008 vierde Lo-A-Njoe zijn vijftigjarig jubileum als beeldend kunstenaar in Amsterdam met een grote overzichtstentoonstelling. Inmiddels is Lo-A-Njoe zestig jaar kunstenaar en laat in 2018 en 2019 op verschillende plaatsen zijn werk zien en ook dat hij het standaardpad verlaten heeft: van rechthoek naar 6- en 8-hoekige schilderijen. In zijn eigen woorden: "Creëren is voor mij getuigen van mijn aanwezigheid op aarde".

## Werk

### Ontwikkeling
In zijn schilderijen van eind jaren vijftig en zestig verwerkt Lo-A-Njoe regelmatig dier-, vogel- en mensfiguren die een zekere verwantschap vertonen met het werk van de schilders van CoBrA: ze illustreren in visuele uitbundigheid een droomwereld. Naast schilderijen in olieverf op doek experimenteert hij met driedimensionale, sculpturale houten objecten, kubussen en rechthoekige blokken, die in een kleurrijke spatwerk-techniek worden beschilderd. Later, in de jaren zeventig, zijn de schilderijen abstracter, soms nog wel in combinatie met een enkel figuratief element en met spatwerk. In de jaren tachtig breekt Lo-A-Njoe uit de traditionele rechthoekige vorm van het schilderij (Escape from the rectangle) en ontstaan zes- en achthoekige schilderijen, vaak op groot formaat (200×200 cm en groter). Hij besteedt veel aandacht aan de ambachtelijke en technische aspecten en de voorbereiding van het schilderen: de vaak veelhoekige spieramen maakt hij zelf, hij prepareert de opgespannen doeken en ook de verven maakt hij meestal zelf op basis van verschillende pigmenten. Hij brengt de verf in verschillende lagen op, waardoor zijn schilderijen meestal pasteus zijn.
Hij zegt zelf over zijn werk: The beauty of a painting is that it makes no sound.

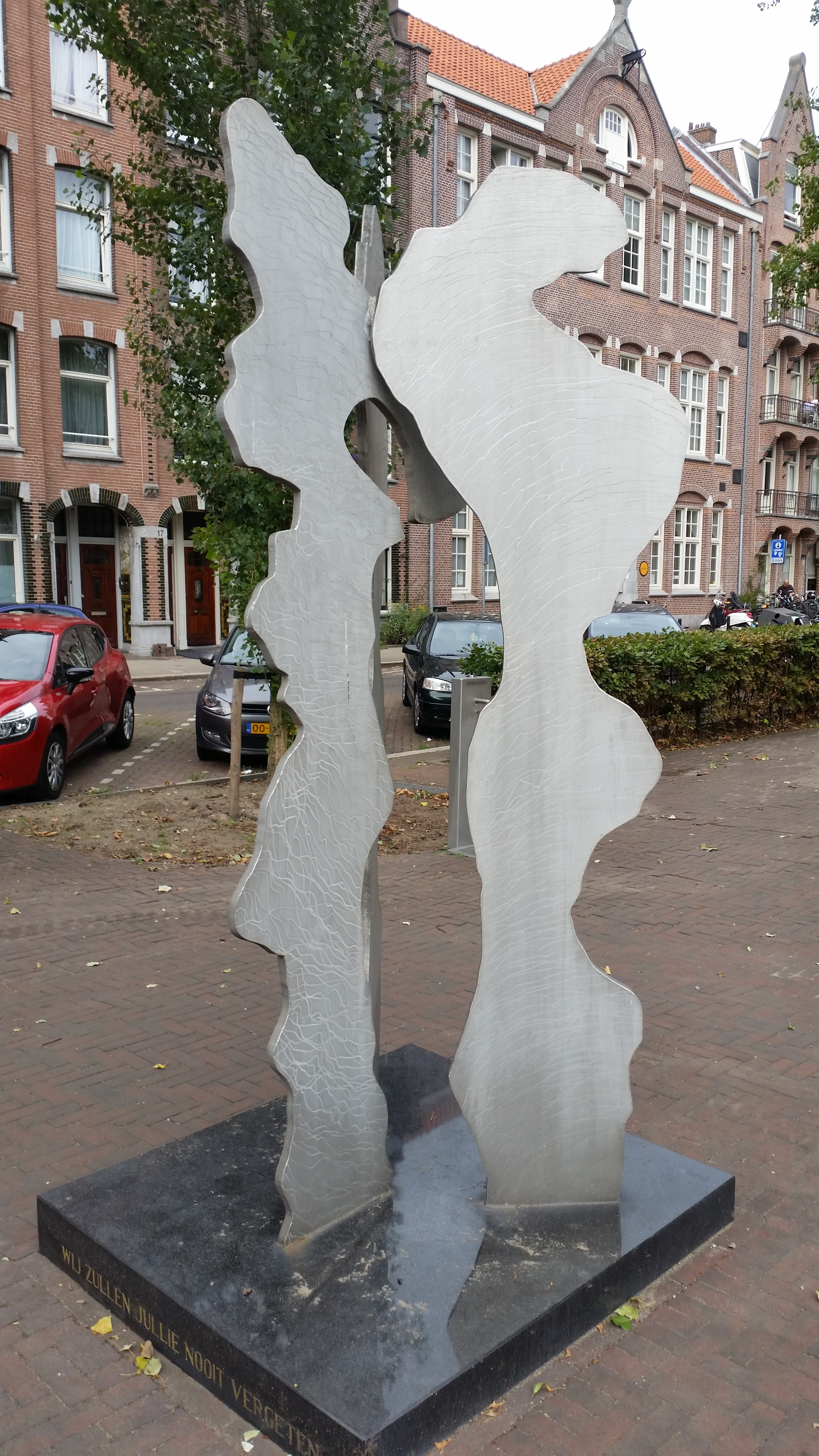
Monument SLM-ramp 7 juni 1989

### Opdrachten (selectie)
Lo-A-Njoe heeft ook in opdracht gewerkt. Zo ontwierp hij het monument voor de SLM-ramp van 1989 op het 's-Gravesandeplein in Amsterdam-Oost (geplaatst in 1991) en vervaardigde hij in 1990 een plaquette voor de Surinaamse nationalist en verzetsstrijder Anton de Kom, die omkwam in een naziconcentratiekamp.
- 1961 - Wandschildering Stedelijk Museum Amsterdam
- 1963 - Sculpturen en mozaïeken Hotel de Wageningse Berg, Wageningen
- 1965 - Wandschildering voor de stad Amsterdam
- 1983 - Wandschildering, Sint Lucas Andreas Ziekenhuis, Amsterdam
- 1989 - SLM monument, Amsterdam
- 1990 - Anton de Kom plaquette, Amsterdam

### Prijzen
- 1959 - Koninklijke Subsidie voor de Vrije Schilderkunst[5] Lo-a-Njoe won deze prijs totaal onverwachts: Hij had zichzelf opgegeven en passeerde de beoogde kandidaat die door docenten van zijn opleiding was voorgedragen. Hij was de eerste donkere Nederlander die een koninklijke subsidie kreeg.[bron?]
- 1976 - Award winners and Honorable Mention at Painting and Sculpture Show, Los Angeles

### Groepen
- 1962 - Aansluiting bij de Groep Scorpio[6] die sinds begin 1962 bestond, met o.a. Frans de Boo, Roger Chailloux, John Grosman, Ad Molendijk, Karl Pelgrom, Jan Sierhuis, Pierre van Soest, Aat Verhoog en Leo de Vries[7]

### Solotentoonstellingen (selectie)
- 1957 - Café Eijlders, Amsterdam
- 1958 - Galerie Monet, Amsterdam
- 1959 - Café Eijlders, Amsterdam
- 1960 - Galerie D'Eendt Amsterdam[8][9][10]
- 1960 - Galerie Tanit, Ibiza, Spanje
- 1962 - Galerie Orez, Den Haag
- 1962 - Galerie Bodega De Posthoorn, Den Haag[11]
- 1962 - Galerie Fenna de Vries, Delft
- 1963 - Galerie Magdalena Sothmann, Amsterdam[12][13]
- 1964 - Galerie Uit de Kunst, Amsterdam
- 1964 - Galerie Ten Gente in Heidelberg, Karlsruhe, Berlijn, Duitsland
- 1964 - Galerie Lissabon, Den Haag
- 1964 - Utrechtse Kring, Utrecht
- 1965 - Galerie Modern, Silkeborg, Denemarken
- 1965 - Galerie Swart, Amsterdam[14]
- 1966 - Curaçaosch Museum, Willemstad, Curaçao, Ned. Antillen
- 1967 - Galerie Mickery, Loenersloot
- 1968 - Café Eijlders, Amsterdam
- 1969 - LAK, Leids Academisch Kunstcentrum, Leiden
- 1969 - Airport Shoppingcentre, tentoonstellingsruimte Nederlandse Vrije en Toegepaste Kunst, Schiphol
- 1970 - Galerie Schürmann, Helmstedt, Duitsland
- 1971 - Galerie Modern Nordisk Konst, Göteborg, Zweden
- 1972 - KCB, Bergen
- 1972 - Gallery Lucy Milton, Londen, Groot-Brittannië[15]
- 1973 - Dijkhof Bodega, Zwolle
- 1974 - Hotel Torarica, Paramaribo, Suriname
- 1975 - Curaçaosch Museum, Willemstad, Curaçao, Ned. Antillen
- 1976 - Casino Bonaire, Bonaire, Ned. Antillen
- 1977 - Galerie 100, Weesp
- 1983 - Ezerman Galerie, Scheveningen[16]
- 1989 - Galerie Maris, Artoteek Zuidoost en het AMC
- 1989 - Galerie Verenigde Spaarbank, Amsterdam
- 1996 - Galerie Vromans, Amsterdam
- 1998 - Middelgrundsfortet, Kopenhagen, Denemarken
- 2003 - Galerie Nico Koster, Amsterdam
- 2008 - Frederick Willems Beeldende Kunst, Amsterdam[17]
- 2010 - Neeltje Twiss, Den Haag
- 2014 - Gallery Connie Bos, Amsterdam
- 2018 - Arti et Amicitiae, Amsterdam[18]
- 2018 - Gallery, Connie Bos, Amsterdam
- 2019 - ArtSpace, Arti et Amicitiae, Amsterdam, Ceci n'est pas un fumoir
- 2023 - Pulchri Studio, Klinkenberggaleries, Den Haag, The beauty of the painting is that it makes no sound
- 2023 - Museum de Fundatie, Źwolle, Voyage
- 2025 - Pulchri Studio, Tuingalerie, Den Haag

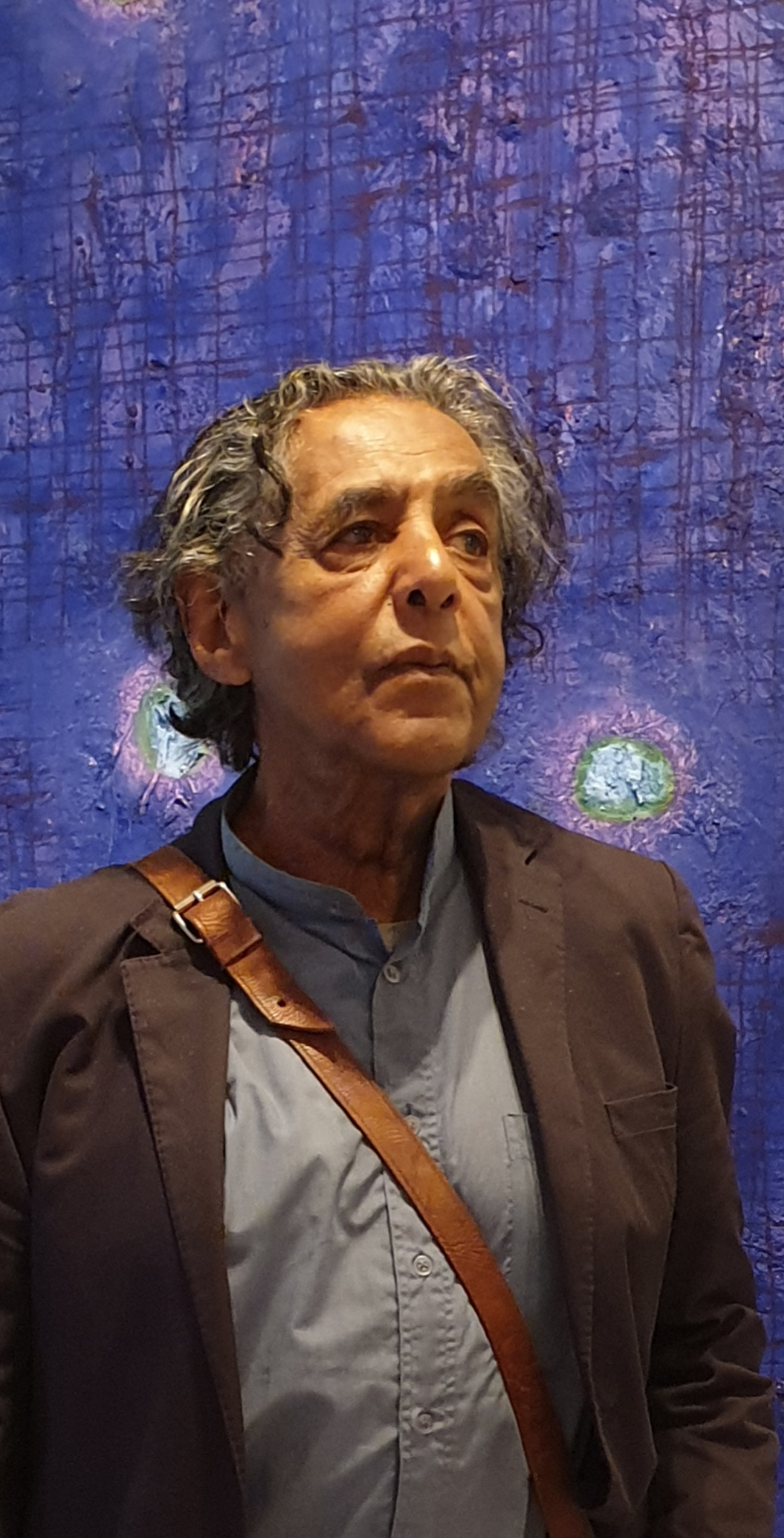
Guillaume Lo-A-Njoe, Arti et Amicitiae, Amsterdam, juli 2019

### Groepstentoonstellingen (selectie)
- 1960 - Contour, Delft
- 1961 - Stedelijk Museum, Amsterdam
- 1962 - De Prinsentuin, Leeuwarden
- 1962 - Tropenmuseum, Amsterdam
- 1964 - Galerie 'Uit de kunst', Pakhuis, Prinsengracht 377, met enkele leden van de Groep Scorpio
- 1969 - Galerie Rolau, Amsterdam
- 1970 - Catharinagasthuis, Gouda
- 1971 - Galerie Herder, Stockholm, met Carl de Wit en Marty M. Min
- 1978 - Café Eijlders, Amsterdam
- 1979 - UMA Salon, Stedelijk Museum Amsterdam
- 1985 - Farawe, Nieuwe Kerk, Amsterdam
- 1986 - Boogaart Centrum, Den Haag
- 1990 - Galerie d'Eendt, Amsterdam, Jubileumaccrochage 1960-1990, met Jan Sierhuis, Aat Veldhoen, Harry Heyink, René Magritte e.a.
- 1992 - Het Nijenhuis (Museum de Fundatie) (Dirk) Hannema-de Stuers-Fundatie, Heino Wijhe
- 1994 - APC, Brussel
- 1997 - Jaski Gallery, Amsterdam
- 2002 - Olympia Edition Salt Lake City 2002, Stuttgart, Duitsland
- 2018 - Kunst10daagse Bergen, "Artists aan Zee", Bergen aan Zee
- 2018/2019 - Jaarlijkse Salon van Arti et Amicitiae, Amsterdam[19]
- 2020 - Surinaamse School, Stedelijk Museum, Amsterdam

### Collecties (selectie)
Lo-A-Njoe is vertegenwoordigd in de collecties van onder meer het
- Stedelijk Museum, Amsterdam
- Cobra Museum, Amstelveen
- Kunstmuseum Den Haag
- Surinaams Museum, Paramaribo
- Curaçaosch Museum, Willemstad
- Rijkscollectie, beheerd door de Rijksdienst voor het Cultureel Erfgoed
- Centraal Museum, Utrecht
- Hoofdpostkantoor, Den Haag
- De Nederlandsche Bank, Amsterdam
- AKU (thans AkzoNobel), Arnhem
- Particuliere collecties in: Amsterdam, Den Haag, Kopenhagen, Zurich, New York, Mexico City, Paramaribo, Curaçao, Berlijn en Barcelona.[bron?]

## Over Guillaume Lo-A-Njoe
- Ed Wingen, Wat wij gaan doen is "Uit de kunst", De Telegraaf, 23 april 1964
- Emile Meijer, Farawe; Acht kunstenaars van Surinaamse oorsprong. Heusden: Aldus, 1985, p. 41–48.
- Willem Treur, 'Lo-A-Njoe, Kunst maakt geen geluid', in: Tijdschrift Kunst en Wetenschap, 2008, p. 22–30
- Alexander Vinkenoog en Dagmar Kunze, Guillaume Lo-A-Njoe, 30 years escape from Rectangle, 2013
- Rodi, Tachtigers-aanwezig-op-kunst10daagse, 2018[20]
- Top Secret, Guillaume Lo-A-Njoe, 2022, Pooha Art Services, Hoofddorp
- Noraly Beyer e.a., Guillaume Lo-A-Njoe - Voyage, 2023, Waanders, ISBN 9789462624924
- Fransje Kuyvenhoven, Rijksschatten, 2023, Rijksdienst voor het Cultureel Erfgoed/Waanders, ISBN 9789462625440, p.70-73